# سمندر باله‌دار
سَمَندَر باله‌دار (Triturus) جنسی از سمندرها هستند که در بیشتر مناطق اروپا، بخش‌هایی از روسیه و خاورمیانه زندگی می‌کنند.